# Coupe des nations de rink hockey 1947
Navigation
Coupe des nations 1946 Coupe des nations 1948
La Coupe des nations de rink hockey 1947 est la 21e édition de la compétition. La coupe se déroule en avril 1947 à Montreux.
Après huit années d'absence, l'Angleterre revient sur les terrains de l'Europe continentale à un mois du championnat d'Europe.

## Déroulement
La compétition se compose d'un championnat à sept équipes. Chaque équipes rencontrant les six autres une seule fois.
Il s'agit de la première édition durant laquelle le challenge offert par Aurèle Sandoz est mis en compétition. Elle se déroule sur quatre jours. L'édition est présenté comme étant une édition de la coupe d'Europe, préliminaire à la coupe du monde 1947. L'édition marque le retour des anglais, les « maitres incontestés du rink hockey », absent de la compétition depuis huit ans.
Avant les dernières rencontres, le Portugal et l'Angleterre sont en tête du classement provisoire. Les suisses ont créé la surprise en battant l'Angleterre,.

## Résultats
|                       | MON | ANT | ESP | HER | MOZ | LIS  | LYO  |
| --------------------- | --- | --- | --- | --- | --- | ---- | ---- |
| Montreux HC           |     | 0-4 | 0-6 | 4-3 | 1-1 | 1-7  | 0-1  |
| Kininjlijke Antuérpia |     |     | 2-5 | 3-4 | 2-4 | 0-11 | 6-1  |
| RCD Español           |     |     |     | 3-4 | 4-3 | 3-6  | 0-1  |
| Herne Bay             |     |     |     |     | 2-3 | 5-3  | 4-0  |
| HC Monza              |     |     |     |     |     | 1-4  | 5-0  |
| Lisboa                |     |     |     |     |     |      | 11-2 |
| Lyon                  |     |     |     |     |     |      |      |

## Classement final
Le Portugal remporte l'édition,.
|                    | Équipes               | Pts | J | G | N | P | BP | BC | Diff |
| ------------------ | --------------------- | --- | - | - | - | - | -- | -- | ---- |
| Médaille d'or      | Lisboa                | 16  | 6 | 5 | 0 | 1 | 42 | 12 | 30   |
| Médaille d'argent  | Herne Bay             | 14  | 6 | 4 | 0 | 2 | 22 | 16 | 6    |
| Médaille de bronze | HC Monza              | 13  | 6 | 3 | 1 | 2 | 17 | 13 | 4    |
| 4º                 | RCD Español           | 12  | 6 | 3 | 0 | 3 | 21 | 16 | 5    |
| 5º                 | Kininjlijke Antuérpia | 10  | 6 | 2 | 0 | 4 | 17 | 25 | -8   |
| 6º                 | Lyon                  | 10  | 6 | 2 | 0 | 4 | 5  | 26 | -21  |
| 7º                 | Montreux HC           | 9   | 6 | 1 | 1 | 4 | 6  | 22 | -16  |

| Vainqueur du tournoi de Montreux 1947 |
| ------------------------------------- |
| Lisboa 1°                             |